# Ланац исхране
Појам ланац исхране у екологији и екотоксикологији означава линеарни пренос храном преузете енергије од једне популације организама на следећу, односно, кад се једна популација храни оном која јој у том ланцу претходи. Ланац исхране је линеарна мрежа веза у мрежи исхране почевши од организама произвођача (као што су трава или дрвеће који користе сунчево зрачење да би направили храну путем фотосинтезе) и завршава се на врхунској врсти грабљивица (као што су гризли медведи или китови убице), детритоједи (нпр. кишне глисте или уши) или врсте које разграђују (као што су гљиве или бактерије). Ланац исхране такође показује како су организми повезани једни са другима храном коју једу. Сваки ниво ланца исхране представља другачији трофички ниво. Ланац исхране се разликује од мреже исхране, јер је сложена мрежа односа храњења различитих животиња агрегирана и ланац прати само директан, линеарни пут једне животиње у дато време. Природне међусобне везе између ланаца исхране чине га мрежом хране.
Уобичајена метрика која се користи за квантификацију трофичке структуре мреже хране је дужина ланца исхране. У свом најједноставнијем облику, дужина ланца је број веза између трофичног потрошача и основе мреже. Средња дужина ланца целе мреже је аритметички просек дужина свих ланаца у мрежи хране.. Ланац исхране је дијаграм извора енергије. Ланац исхране почиње од произвођача, којег једе примарни потрошач. Примарног потрошача може појести секундарни потрошач, којег заузврат може конзумирати терцијарни потрошач. На пример, ланац исхране може почети са зеленом биљком као произвођачем, коју једе пуж, примарни потрошач. Пуж би тада могао бити плен секундарног потрошача као што је жаба, коју сам може појести терцијарни потрошач као што је змија.
Ланци исхране су веома важни за опстанак већине врста. Када се само један елемент уклони из ланца исхране, то може довести до изумирања врсте у неким случајевима. Основу ланца исхране чине примарни произвођачи. Примарни произвођачи, или аутотрофи, користе енергију добијену било из сунчеве светлости или из неорганских хемијских једињења за стварање сложених органских једињења, док врсте на вишим трофичким нивоима не могу, и стога морају да конзумирају произвођаче или други живот који сам троши произвођаче. Пошто је сунчева светлост неопходна за фотосинтезу, већина живота не би могла постојати када би Сунца нестало. Упркос томе, недавно је откривено да постоје неки облици живота, хемотрофи, који изгледа добијају сву своју метаболичку енергију из хемосинтезе коју покрећу хидротермални отвори, показујући на тај начин да неком облику живота можда није потребна сунчева енергија да би напредовао.
Разлагачи, који се хране мртвим животињама, разлажу органска једињења у једноставне хранљиве материје које се враћају у тло. Ово су једноставне хранљиве материје које су биљкама потребне за стварање органских једињења. Процењује се да постоји више од 100.000 различитих разлагача.
Многе мреже исхране имају кључну врсту. Кључна врста је врста која има велики утицај на околину и може директно утицати на ланац исхране. Ако ова кључна врста умре, то може да избаци цео ланац исхране из равнотеже. Кључне врсте спречавају биљоједе да исцрпе сво лишће у свом окружењу и спречавају масовно изумирање.
Ланце исхране је први увео арапски научник и филозоф Ал-Xахиз у 10. веку, а касније их је популарисао у књизи коју је 1927. објавио Чарлс Елтон, у којој је такође представљен концепт мреже хране.

## Дужина
Дужина ланца исхране је континуирана променљива која даје меру проласка енергије и индекс еколошке структуре који се повећава кроз везе од најнижег до највишег трофичког (храњивог) нивоа.

Ланци исхране су усмерени путеви трофичке енергије или, еквивалентно, низови веза које почињу са базалним врстама, као што су произвођачи или фина органска материја, а завршавају се потрошачким организмима.‍:370

Ланци исхране се често користе у еколошком моделирању (као што је ланац исхране од три врсте). Они су поједностављене апстракције стварних мрежа исхране, али сложене у својој динамици и математичким импликацијама.
Еколози су формулисали и тестирали хипотезе у вези са природом еколошких образаца повезаних са дужином ланца исхране, као што је повећање дужине која се повећава са величином екосистема, смањење енергије на сваком следећем нивоу, или тврдња да су дугачке дужине ланца исхране нестабилне. Студије ланца исхране имају важну улогу у екотоксиколошким студијама, које прате путеве и биомагнификације загађивача животне средине.
Дужина ланца исхране је важна јер се количина пренете енергије смањује како се трофички ниво повећава; углавном само десет процената укупне енергије на једном трофичком нивоу се преноси на следећи, пошто се остатак користи у метаболичком процесу. Обично нема више од пет тропских нивоа у ланцу исхране. Људи су у стању да приме више енергије враћајући се на ниво у ланцу уназад и конзумирајући храну раније, на пример добијајући више енергије по килограму конзумирањем салате него животиња која је јела зелену салату.
Ефикасност ланца исхране зависи од енергије коју прво потроше примарни произвођачи. Примарни потрошач добија енергију од произвођача и предаје је секундарним и терцијарним потрошачима.

## Концепт ланца исхране и кружења материје
Концепт ланца исхране је из више углова гледања поједностављен, линеарни приступ токовима енергије и материје у екосистему. Појам је заступао прије свега британски зоолог и еколог Чарлс Елтон током прве половине 20. вијека. На томе се темељи концепт Елтонове пирамиде биомасе састављене од различитих храњивих материја и живих организама карактеристичних за одређени екосистем.
Врсте у одређеном екосистему могу се разврстати на различите нивое прехрамбеног ланца. Поједностављена и углавном само у идеалном случају тачна подјела прехрамбеног ланца је на примарне продуценте (види и аутотрофија) (зелене биљке или хемосинтетичке бактерије), конзументе и деструенте. Врло поједностављен примјер линеарног хранидбеног ланца је ланац трава - зебра - лав, или у мору мале алге - планктон - усати китови.
Деструенти (гљиве, бактерије али и црви, чланконошци и други који судјелују у механичкој разградњи) хране се разградњом свих учесника ланца и при томе враћају материју из ланца, тако да се круг затвара.

## Стварни прехрамбени ланац и прехрамбене мреже
Појам прехрамбеног ланца за готово све екосистеме представља јако поједностављену апстракцију, тако да је ближи стварности појам прехрамбена мрежа како би се бар дјелимично изразила сва комплексност различитих начина исхране.
Врсте које се хране како биљном тако и животињском храном (на примјер галебови, свиње или шимпанзе) или такве које се хране како живим животињама али дијелом и лешинама (на примјер хијене и лавови) није могуће прегледно укључити нити у шему прехрамбеног ланца нити прехрамбене мреже, због чега је „стварна прехрамбена мрежа“ у природи врло комплексна и непрегледна творба. Поред тога, многе врсте током живота већ према развојном стадијуму (многи инсекти) или према годишњем добу (многе птице) мијењају састав своје прехране.

## Значење у екотоксикологији
Занимање јавности за појам и значење ланца исхране пробуђено је повезано с извештајима о гомилању штетних материја цијелом његовом дужином. Под одређеним услови, у цијелом ланцу могу се накупити прије свега споро разградиве штетне материје (на примјер, иони тешких метала) растворљиве у мастима. 